# Condensació aldòlica
Una  condensació aldòlica  és una reacció química orgànica en un mitjà bàsic, un ió enolat (o via Enol si el mitjà és àcid), reacciona amb un grup carbonil per a donar lloc al sistema conjugat d'un carbonil α, β-insaturat, producte final, a través de la deshidratació d'un intermedi β-hidroxialdehid o una β-hidroxicetona.
La primera etapa és una addició o reacció aldòlica, i la segona una reacció d'eliminació, que té lloc mitjançant un mecanisme del tipus E1cb en medi bàsic, on s'elimina l'hidrogen α àcid produint l'ió enolat, que expulsa el grup sortint -OH, o E1 o E2 en medi àcid, on es "protona l'"OH" i s'expulsa en forma d'aigua.